# Kasper Andersen
Kasper Andersen (nacido el 3 de agosto de 1984 en Silkeborg, Dinamarca) es un piloto danés de automovilismo.

## Trayectoria
En el año 2003 corrió 2 carreras en la Eurocopa Fórmula Renault 2000. Se proclamó campeón de la Fórmula Renault nórdica en el año 2004, corriendo en la Fórmula Renault alemana en ese mismo año. En el año 2007 ganó 2 carreras de la Fórmula Masters y consiguió 2 podios en la Fórmula 3000 italiana. En 2008 firmó con el equipo Trident Racing de la Fórmula Masters. Ese año también fue probador de dicho equipo en la GP2 Series. Además fue piloto del club Olimpiakos en la Superleague Formula. Al año siguiente siguió en la Superleague Formula, esta vez como piloto del FC Midtjylland.